# Groß Kummerfeld
Groß Kummerfeld là một đô thị ở huyện Segeberg, bang Schleswig-Holstein Segeberg, ở bang Schleswig-Holstein, Đức. Đô thị Groß Kummerfeld có diện tích 30,18 km², dân số thời điểm ngày 31 tháng 12 năm 2006 là 2001 người.